# 暴動島根刑務所
『暴動島根刑務所』（ぼうどうしまねけいむしょ）は、1975年の日本映画。主演：松方弘樹、監督：中島貞夫、製作：東映。

## 解説
1974年の『脱獄広島殺人囚』の予想外のヒットにより、岡田茂東映社長が“脱獄もの”のシリーズ化をプロデューサーの日下部五朗に指示した。
『脱獄広島殺人囚』、本作『暴動島根刑務所』『強盗放火殺人囚』の松方主演の三本は「脱獄シリーズ」「松方弘樹東映脱獄三部作」などと称され、近年評価を高めるが、公開時の文献にも松方弘樹の"監獄シリーズ"と記載されたものがあり、シリーズ化が予定されていた。
集団脱獄と暴動をモチーフに、監督の中島貞夫と美能幸三が網走刑務所や旭川刑務所に行き定年退職した元看守などに取材したが、そういった事例がなかったため本作は実録ではなく、フィクションである。
予告編のBGMには、『脱獄広島殺人囚』と『まむしの兄弟 二人合わせて30犯』の一部が使われている。

## ストーリー
昭和23年（1948年）に闇屋の沢本保（松方弘樹）は山口県徳山市（現在の周南市）で暴力団の幹部を殺害した。沢本は逮捕され9年の刑を言い渡され、島根刑務所に収監された。牢名主たる吉成虎雄（金子信雄）は沢本から夕食を取り上げようとしたことを諫めた無期懲役の皆川喜一（田中邦衛）に喫煙の罪を着せ独房（懲罰房）に入れた。怒った沢本は吉成を撲殺して懲罰房に入った。その後3年の刑を追加され、所長官舎に使役に行ったところで隙を狙って看守の制服を奪って脱獄した。しかし川で溺れる少女を助け、人命救助で表彰されたところ、警察署長に身元を見破られてそのまま逮捕、島根刑務所に押送された。皆川が自死したことを機に今度は囚人仲間を煽動し、日本の刑務所始まって以来の大暴動を巻き起こす。

## 出演
- 沢本保：松方弘樹
- 川村勇次：北大路欣也
- 三宅良治（島根刑務所長）：伊吹吾郎
- 江口勲：川地民夫
- 村井吉蔵（島根刑務所看守）：室田日出男
- 江口あき：賀川雪絵
- 阿井昌子：橘真紀
- 松崎貞夫：槙健太郎
- 井上康一：戸浦六宏
- 広畑不二夫：織本順吉
- 氷藤辰雄：名和宏
- 丹野博：南道郎
- 浅田義人：江幡高志
- 親方：小松方正
- 寺内正人：汐路章
- 草律忠：佐藤京一
- 三宅茂子（三宅所長夫人）：八木孝子
- 小玉清吉：有川正治
- 伊能元司：唐沢民賢
- 佐瀬文雄：川谷拓三
- 平松民雄：阿波地大輔
- 望月宗吉：野口貴史
- 警察署長：中村錦司
- 亀井努：志賀勝
- 田所章吾：片桐竜次
- 舟律惣市：成瀬正孝
- 看守：国一郎太
- 囚人：秋山勝俊
- 石塚和夫：笹木俊志
- 囚人：松本泰郎、志茂山高也、畑中伶一
- 看守：鳥巣哲生
- 死刑囚：奈辺悟
- 刑事：白川浩二郎
- 沢本の仲間：白井孝史
- 大田登：木谷邦臣
- 佐瀬の仲間：池田謙治
- 囚人：大矢敬典
- 映画館支配人：山田良樹
- 坂根春代：佐々木リエ
- 服部光江：丸平峰子
- 加島敏行（島根刑務所課長）：佐藤慶
- 古沢弥三郎（網走刑務所課長）：中谷一郎
- 吉成虎雄：金子信雄
- 皆川喜一（無期懲役囚）：田中邦衛
- 刑事：福本清三(ノンクレジット)
- 看守：岩尾正隆(ノンクレジット)

## スタッフ
- 監督：中島貞夫
- 企画：日下部五朗
- 脚本：野上龍雄
- 撮影：増田敏雄
- 照明：若木得二
- 録音：荒川輝彦
- 美術：佐野義和
- 音楽：広瀬健次郎
- 編集：堀池幸三
- 助監督：清水彰
- 記録：梅津泰子
- 装置：稲田源兵衛
- 装飾：宮川俊夫
- 背景：西村三郎
- 美粧、結髪：東和美粧
- スチール：中山健司
- 衣裳：豊中健
- 演技事務：森村英次
- 擬斗：上野隆三
- 進行主任：野口忠志

## 挿入歌
「おとこ流れ歌」
- 作詞：中里綴、作曲：桑原有、編曲：竹村次郎、歌：松方弘樹

## 製作
当初は、松方弘樹(主演)と渡哲也の共演作として企画されていた。渡が前年に続き長期療養を余儀なくされたため、松方弘樹と北大路欣也と13年ぶりのがっぷり四つ共演になった。北大路のキャスティングは監督の中島貞夫の強い希望。製作発表の際に岡田社長が「今年の後半は松方、北大路中心のローテーションを組む。70年代後半から80年代は二人が会社を支える男だ」と発言した。松方の当時のギャラはテレビドラマが一本100万円、映画は一本150万円。高倉健は当時は映画のみで一本1500万円＋専属料1000万円以上。松方はこの年の正月以来、映画とテレビドラマを掛け持ちでほぼ休みなしだった。
中島貞夫は本作クランクイン前に「『脱獄広島殺人囚』はいわゆる実録ものでしたが『暴動島根刑務所』は巾を広げて事実だけにこだわらず、虚構と観念をうんと織り込んで楽しく描きます。何のために生きているか、いま、あなたは答えられますか。ボクには答えられない。本当に目的がないんです。『暴動島根刑務所』で描きたいのはそこなんです。理由なき暴動、目的なき暴動。脚本を書いた野上龍雄は、ブタを飼っていた囚人が飼育を禁じられて自殺する。これを動機にしましたが、この思考はボクよりちょっと年上の人の感覚です。焼跡闇市派的な考え方。ボクはこう考える。囚人が自殺した。おかげでみんなにメシが与えられない。腹がへったから腹が立つ。昼メシ、晩メシ、二食抜き。この世でメシを食うこと以外に楽しみのない囚人たちがメシ抜きで謹慎させられたから立ち上がる。思想のない暴動、無目的のエネルギーこそ描きたい。広島"では事件の実録を描いた。"島根"では事件を踏まえながら"人物"の実録を描く。主人公のモノローグを随所に入れたのは、内面描写を言葉として表現することによって、くどいかも知れないが、人物の実録性を端的に強調したいためです。主人公はヤクザではありません。復員帰りの強盗強姦殺人事件が横行した闇市時代のヤミ屋の一人です。あたり前の若者だが、ヤクザに襲撃されて逆に殺人を犯してしまう。客観的に見るとどこかおかしい。ボク自身に近い人間です。時代からのハミ出し者であり、すね者。お人好しで勤勉型、それいてぐうたらな男です」などと解説している。

### 撮影
見どころの1949年に松江刑務所で起きた(という設定の)暴動シーンは、当時同刑務所に600人囚人が収容されていたことから、またポスターなどの惹句に「地獄の刑務所を占拠した荒くれ男一千人」と書いたことから、それ相応の人数を集めなくてはならず、映画に出れると飛びついて来た若者が、丸坊主にならないと聞き、尻込みして辞退者が相次ぎ、エキストラ集めに難航した。
1975年4月23日、東映京都撮影所でクランクイン。1975年5月9日、同スタジオで松方と1968年の映画『徳川女系図』で"フンドシ女優"として名を馳せた賀川雪絵との濃厚な濡れ場シーンの撮影があり、撮影は3時間に及び、松方は最後はパンツも脱ぎ全裸で猛ハッスル。"キツーイ一発"をかまし、「役者がテレていては商売にならない。若山富三郎先輩は岩下志麻さんとのシーンでテレたらしいが、ボクは相手が吉永小百合であろうと山本富士子であろうと芝居は全く同じだ」と豪語した。松方は当時ジャネット八田にご執心で、『週刊ポスト』の連載「松方弘樹の突撃対談」でもジャネットをゲストに招き、本作の相手役にと熱心に口説いたが、東映でセックスシーンもある役と聞いて「私の趣味じゃない」と拒否された。簡単には諦めない松方は続く『暴力金脈』でも相手役にジャネットを口説いたが、これも拒否され池玲子に。あまりのしつこさにジャネットは『強盗放火殺人囚』でとうとう相手役を承諾した。本作撮影は1975年5月まで。

## 法務省クレーム
前作『脱獄広島殺人囚』に続いて本作も法務省から題名と内容についてクレームが付いた。東映は当時、『新幹線大爆破』と『実録三億円事件 時効成立』の製作も進めており、いずれも内容と映画タイトルで国鉄や警視庁と揉め、本作のクレームについても「そんなことは知ったことじゃない」と開き直り、実録ものと銘打ち、実際に服役した人の話を基にしてシナリオを組み立てたなどと吹聴して宣伝を始め、フィクションとは言っても実録もので売る東映が作ると実話のように受け取られることから、法務省としては大衆に刑務所の生活を興味本位に示されるのは具合が悪いと面白くなかった。クレームを付ければ、宣伝上手な東映に宣伝に使われると口出しできず、苦々しく感じていたという。

## 宣伝
公開初日の1975年6月7日、松方は関西テレビのテレビドラマ『けんか安兵衛』のリハーサルに出る予定だったが、映画PRのため急遽銀座の東映本社に呼び出され、同ビルの四階から道路に垂らされた縄ばしごを映画の囚人服、手錠姿で登らされた。高さは20メートルで勿論命綱なし。何とも手荒で手軽な映画PR。ファンや報道陣50人が固唾を呑んで見守る中、ユラリユラリと揺れるはしごを登ると途中グラッときて「キャーッ」と女性ファンが声を上げ目を覆った。無事四階まで登り「本当は高所恐怖症なんだよ。タマタマがあがってしまい、なくなったよ。落ちたら間違いなくイクというのはヤバいですわな。目一杯やった自信作。見て下さいというわけです」と映画のPRをした。